# Aurel Baranga
Aurel Baranga (született Aurel Leibovici; Bukarest, 1913. június 20. – Bukarest, 1979. június 10.) román drámaíró és költő.

## Élete
Bukarestben született zsidó családban Jean Leibovici cégtisztviselő és felesége, Paulina fiaként. 1931-ben végzett a Matei Basarab Gimnáziumban, majd 1938-ban a Bukaresti Egyetem orvosi karán diplomázott. Első műve 1929-ben a Bilete de Papagal című folyóiratban jelent meg. Gherasim Lucával közösen szerkesztette az Alge magazint 1930–31-ben, miközben az Unu című lapnak is írt. 1933-ban jelent meg Poeme cu orbi című avantgárd verseskötete. 1934 és 1940 között riportokat, szatirikus darabokat és drámakritikákat írt a Faclának, a Cuvântul libernek, a Riporternek, az Azinak és a Lumea româneascănak. A második világháború alatt belépett a Román Kommunista Pártba. A román tengelypárti diktátor elleni 1944-es puccs után a România Liberă szerkesztője lett, és Román Rádió (Radiodifuziunea Română) (1945), az Urzica folyóirat szerkesztője lett (1949–1979), a Bukaresti Nemzeti Színház (1949–1953; 1958–1961) és a Viața Românească munkatársai volt. Riportkötetet adott ki Ninge peste Ucraina (1945) címmel; a Transznisztriai kormányzóságban történt holokauszttal foglalkozott, és ez volt az egyik kevés, a témában a háború utáni Romániában megjelent írás. Az 1946-os Marea furtună című verseskötetében az avantgárd elemek megmaradtak. Baranga írta a "Zdrobite cătușe" dalszövegét, Románia himnuszát 1948 és 1953 között.
Baranga első darabja, amelyet a kormányzó Román Kommunista Párt által népszerűsített szocialista realista stílusban írt, az 1946-os Bal în Făgădău volt. Első igazi sikerét a Mielul turbat (1954) című vígjáték aratta, amelyben különleges szereplői voltak, és amely újra feltűnt az Ádám és Éva (1963), a Sfântul Mitică Blajinu (1966), az Opinia publică (1967) és az Interesul general (1971) című filmekben. Általánosságban elmondható, hogy darabjai a munka és a család körül forognak. Munkás-főszereplői funkcionáriusok, akik a bürokratikus hierarchiában találják magukat, a színpad díszletei dossziékból, papírkosarakból és a falakon lévő táblázatokból állnak, fő tevékenységük pedig további dossziék létrehozása. A jellemeket az határozza meg, hogyan szolgálják az intézményt: azok, akik kezdeményezőkészséget, energiát, becsületességet és az „általános érdek” iránti odaadást mutatnak, jók; azok, akik a saját érdekeiket helyezik előtérbe, és hazudnak, rágalmaznak, halogatnak és hamisítanak annak elérése érdekében, rosszak. Az 1975-ös Viața unei femei (Női élet) című pszichológiai drámája, amelyben a hősnő a saját múltját mutatja be, önmagát játssza. Az 1978- as Jurnal de atelier harminc évet felölelő naplóbejegyzésekből álló válogatást közöl, amelyeket az 1970-es évek szemszögéből dolgoztak fel; információkat tartalmaznak darabjainak koncepciójáról és komponálásával kapcsolatban, verstöredékeket, önéletrajzi jegyzeteket, művészek vázlatait és a nómenklatúra tagjainak pikáns portréit, egy olyan ember cinizmusával megírva, aki maga is számos kiváltságot élvezett a kommunista rezsimből.
1969 és 1974 között a Bukaresti Nemzeti Színház művészeti vezetője volt Zaharia Stancu igazgatósága alatt, valamint a Kommunista Párt Központi Bizottságának tagja. 1978-ban, halálos betegen, önkritikába kezdett, és levelet írt a Drámai Irodalom Országos Kollokviumának. Ott felismerte munkája egy részének kudarcát, bevallva, hogy az „manipulált próbababákat” és „apróra vágott karaktereket” ábrázol, amelyek – ahogy azt az „esztétika kezdetleges fogalma” is feltárhatta – eltorzították azt a valóságot, amelyet közvetíteni kívántak. A Premiul de Stat al Republicii Populare Române állami díjat 1954-ben és a Bukaresti Írószövetség díját 1975-ben kapta meg. A kormánypárt nagyra értékelte, hogy írásaiban követte az irányelveit, míg a közvélemény élvezte a bürokráciával és a demagógiával kapcsolatos ironikus megjegyzéseit, amelyek az asszertivitás egy formájára utaltak. Alex Ștefănescu kritikus úgy írja le őt mint „a kommunista kultúra által létrehozott I. L Caragiale-t, ami egy visszafogott, elszínezetlen és kiszámítható IL Caragiale-t jelent”. Vladimir Tismăneanu szerint „lehetett volna igazi értelmiségi, ám úgy döntött, hogy bohóc, inas vagy szolga lesz. Túl intelligens volt ahhoz, hogy fanatikus legyen, de túl fanatikus is ahhoz, hogy intelligensnek tekintsék.”
Első feleségének tőle született fia, Harry Baranga, aki az IATC-n tanult, majd a BBC román szekciójánál kezdett dolgozni. Később feleségül vette Marcela Rusu színésznőt. Baranga 65 éves korában halt meg Bukarestben, és a fővárosi kremetóriumban hamvasztották el.